# Cacia perahensis
Cacia perahensis là một loài bọ cánh cứng trong họ Cerambycidae.